# Swan Island (ö i Falklandsöarna)
Swan Island är en ö i territoriet Falklandsöarna (Storbritannien). Den ligger i den centrala delen av landet, 120 km väster om huvudstaden Stanley. Arean är 15,5 kvadratkilometer.
Terrängen på Swan Island är mycket platt. Öns högsta punkt är 24 meter över havet. Den sträcker sig 6,8 kilometer i nord-sydlig riktning, och 6,8 kilometer i öst-västlig riktning.